# Іцхак Васерлауф
Іцхак Васерлауф (івр. יצחק שמעון וסרלאוף; нар. 14 серпня 1992, Єрусалим) — ізраїльський політичний діяч, депутат Кнесету від партії «Оцма єгудіт». Міністр розвитку периферії, Негеву та Галілеї (2022 — 2025).